# Protocolo Facultativo del Pacto Internacional de Derechos Económicos, Sociales y Culturales

Países integrantes del Protocolo Facultativo del Pacto Internacional de Derechos Económicos, Sociales y Culturales:
Países que han ratificado
Países que han firmado pero no ratificado
Países no firmantes

El Protocolo Facultativo del Pacto Internacional de Derechos Económicos, Sociales y Culturales (OP-ICESCR: Optional Protocol to the International Covenant on Economic, Social and Cultural Rights, por sus siglas en inglés) es un protocolo adicional en el que se establecen mecanismos de denuncia e investigación para el Pacto Internacional de Derechos Económicos, Sociales y Culturales (PIDESC). Fue aprobado por la Asamblea General de Naciones Unidas el 10 de diciembre de 2008 y abierto a votación el 24 de septiembre de 2009. Entró en vigor el 5 de mayo de 2013. A mayo del 2025 había sido firmado por 55 Estados, y ratificado por 31.

## Génesis
En 1966, la Asamblea General de las Naciones Unidas adoptó el Pacto Internacional de Derechos Económicos, Sociales y Culturales. El Pacto obliga a las partes a reconocer y aplicar progresivamente los Derechos económicos, sociales y culturales (DESC), incluidos los derechos laborales, a la salud, a la educación y a un nivel de vida adecuado, pero no incluye ningún mecanismo por el cual estas obligaciones puedan ser legalmente exigidas.
El trabajo en un mecanismo de denuncias individuales comenzó en 1990, con miras a elaborar un Protocolo Facultativo, similar a los de otros instrumentos de derechos humanos de las Naciones Unidas. El desarrollo de dicho protocolo fue especialmente impulsado en la Conferencia Mundial de Derechos Humanos de 1993, que recomendó a la Comisión de Derechos Humanos y al Comité de DESC (CDESC) a "continuar la examinación de protocolos facultativos" al PIDESC.
El CDESC presentó el primer proyecto del Protocolo Facultativo en 1997. En 2002, el Comité estableció un grupo de trabajo de composición abierta para continuar con su desarrollo. En 2006 el Consejo de Derechos Humanos de las Naciones Unidas le dio al grupo de trabajo la tarea de negociar formalmente un primer borrador del Protocolo. Las negociaciones se concluyeron en abril de 2008, y el Protocolo Facultativo resultante fue adoptado formalmente por la Asamblea General de Naciones Unidas el 10 de diciembre de 2008. Se abrió para su ratificación el 24 de septiembre de 2009. Actualmente tiene 31 Estados parte y 24 solo firmantes

## Resumen
El Protocolo Facultativo establece un mecanismo de denuncias individuales para el PIDESC similares a las del Primer Protocolo Facultativo del Pacto Internacional de Derechos Civiles y Políticos, el Protocolo Facultativo de la Convención sobre los Derechos de las Personas con Discapacidad y el artículo 14 de la Convención Internacional sobre la Eliminación de todas las Formas de Discriminación Racial. Las partes firmantes se comprometen a reconocer la competencia del Comité de Derechos Económicos, Sociales y Culturales para examinar las denuncias de personas o grupos que afirman que sus derechos en virtud del Pacto han sido violados, como señala el artículo 1.º. Los denunciantes deben antes haber agotado todos los medios nacionales y no son permitidas las quejas anónimas o las que se refieran a hechos ocurridos antes de que el país en cuestión ratificara el Protocolo -artículo 3.º-. El Comité tiene la facultad de pedir información y hacer recomendaciones a los países firmantes -artículos 6.º, 8.º y 9.º-. Los firmantes pueden también optar por permitir al Comité escuchar quejas de otros firmantes, además de sólo individuos y grupos -artículo 10-.
El Protocolo también incluye un mecanismo de investigación. Los firmantes pueden permitir al Comité investigar, reportar y hacer recomendaciones acerca de "violaciones graves o sistemáticas" a la Convención. Los firmantes pueden también optar por no adquirir esta obligación ya sea en la firma o en la ratificación del Protocolo -artículo 11.º-. Artículo 11. El Protocolo requiere al menos 10 ratificaciones para ser vigente -artículo 18-.